# Ed Clancy
Ed Clancy, född den 12 mars 1985 i Barnsley, Storbritannien, är en brittisk tävlingscyklist som tog OS-guld i bancyklingslagförföljelse vid olympiska sommarspelen 2008 i Peking. Vid OS i London 2012 tog han en bronsmedalj i omnium. Clancy har också vunnit guldmedaljer i lagförföljelse vid olympiska sommarspelen 2012 och 2016.